# ナッシュヴィル・スカイライン
『ナッシュヴィル・スカイライン』（英: Nashville Skyline）は、1969年にリリースされたボブ・ディラン9作目のスタジオ・アルバム。
ビルボード・トップ LP'sチャートで最高3位、全英アルバム・チャートで1位を記録した。RIAAによりプラチナ・ディスクに認定されている。

## 解説

### 純粋のカントリー・アルバムとして
前作の『ジョン・ウェズリー・ハーディング』（1967年）で見られたカントリー音楽への傾倒が本作ではより顕著となり、事実上のカントリー音楽のアルバムとなっている。敬愛する大御所カントリー・ミュージシャン、ジョニー・キャッシュをゲストに迎え、1969年2月13～15日、ニューヨークで録音され、この年の4月には全米アルバム売上げ3位の好成績をあげた。収録曲のうち「レイ・レディ・レイ」は本来映画『真夜中のカーボーイ』の主題歌として作曲されたもので、締め切りに間に合わず、ハリー・ニルソンの「うわさの男」に差し替えられてしまったという経歴を持つ。この曲は全米7位となり、ディランにとって久々のシングル・ヒットとなった。長らく日本盤のレコードやCDでは妙な訳詞だったが今は改められている。その後もコンサートツアーの重要なレパートリーとなり、『偉大なる復活』（1974年）、『激しい雨』（1976年）のライブ・アルバムに収録されている。
アルバム未収録の"Wanted Man"はジョニー・キャッシュ、ジョニー・ソログッドらにカバーされている。

### 作風の変化
抜けるような青空をバックにディランがやさしく微笑みかけるジャケット写真も話題を呼んだが、何よりも驚くべきはディランの声がしわがれ声から澄んだ声に豹変してしまったことである。「煙草をやめたらこうなった。」とは本人の弁だが、真偽のほどはともかく作風の大きな変化として注目されている。
高校時代のガールフレンドによるとこれが本来のディラン自身の声であるとのこと。その後、ブルースに傾倒するに従い意図的にスタイルを変えたらしい。ディランは次回作『セルフ・ポートレイト』（1970年）では二種類の声を使い分け、『バングラデシュ・コンサート』（1971年）では更に変えている。その後も微妙にスタイルを変え続け、グレイトフル・デッドとのツアー時に「自在に声を操れるようになった」と自伝に記している。
この作品の成功により、バーズをはじめとする多くのロック・ミュージシャンがカントリー音楽に注目し、カントリー・ロックなる言葉を生み出した。
なお、ディランはキャッシュとともにアルバム制作を行ったり、この年のテレビ番組『ジョニー・キャッシュ・ショー』に出演するなど話題を呼んだ。

## 収録曲
全曲、作詞・作曲: ボブ・ディラン

### Side 1
1. 北国の少女 - Girl from the North Country - 3:41
ジョニー･キャッシュとの共演
2. ナッシュヴィル・スカイライン・ラグ - Nashville Skyline Rag - 3:12
3. トゥ・ビー・アローン・ウィズ・ユー - To Be Alone with You - 2:05
4. アイ・スリュー・イット・オール・アウェイ - I Threw It All Away - 2:23
5. ペキー・デイ - Peggy Day - 1:59

### Side 2
1. レイ・レディ・レイ - Lay Lady Lay - 3:20
2. ワン・モア・ナイト - One More Night - 2:25
3. 嘘だと言っておくれ - Tell Me That It Isn't True - 2:45
4. カントリー・パイ - Country Pie - 1:35
5. 今宵はきみと - Tonight I'll Be Staying Here With You - 3:23

## パーソネル
- ボブ・ディラン - ギター、ハーモニカ、キーボード、ボーカル
- ジョニー・キャッシュ - ボーカル、パフォーマー
- Pete Drake - ペダル・スティール・ギター
- Kenneth A. Buttrey - ドラムス
- Charlie Daniels - ベース・ギター、ギター
- Bob Wilson - オルガン、ピアノ
- Charlie McCoy - ギター、ハーモニカ
- Norman Blake - ギター、ドブロ
- アール・スクラッグス - 5弦バンジョー「ナッシュヴィル・スカイライン・ラグ」
- Charlie Bragg - エンジニア
- Neil Wilburn - エンジニア
- Marshall Grant - ベース「北国の少女」
- Bob Wootton - エレキ・ギター「北国の少女」
- W.S. Holland - ドラムス「北国の少女」

## 反響・評価
アルバムは、1969年5月24日付『ビルボード』誌「トップ LP's」チャートで最高3位、全英アルバム・チャートで1位を記録した。アメリカ・レコード協会 RIAA により1969年5月7日にゴールド・ディスク、1986年11月21日にプラチナ・ディスクに認定されている。

## チャート
| 年     | チャート                      | 最高順位 |
| ------ | ----------------------------- | -------- |
| 1968年 | ビルボード・トップ LP's 160   | 3        |
| 1968年 | 全英アルバム・チャート Top 75 | 1        |

## リリース
アメリカ
| 日付         | レーベル | フォーマット | カタログ番号 | 付記     |
| ------------ | -------- | ------------ | ------------ | -------- |
| 1969年4月9日 | Columbia | LP           | CL           | モノラル |
| 1969年4月9日 | Columbia | LP           | CS           | ステレオ |
|              | Columbia | CD           | CK           |          |

日本
2004年、再発CDがオリコン・チャートで最高250位を記録した。
| 日付           | レーベル  | フォーマット | カタログ番号 | 付記                       |
| -------------- | --------- | ------------ | ------------ | -------------------------- |
| 1969年         | CBSソニー | LP           | SONP-50095   |                            |
| 1974年         | CBSソニー | LP           | SOPL-227     |                            |
| 1976年         | CBSソニー | LP           | 25AP 278     |                            |
| 1986年9月21日  | CBSソニー | CD           | 32DP 373     | ロック名盤コレクション     |
| 1987年8月26日  | CBSソニー | CD           | 28DP 1024    | CBS CD ROCK 100            |
| 1991年12月1日  | ソニー    | CD           | SRCS 6159    | NICE PRICE LINE            |
| 2003年11月19日 | ソニー    | SACD HYBRID  | MHCP-10008   |                            |
| 2004年8月18日  | ソニー    | CD           | MHCP-375     | 紙ジャケ、完全生産限定盤   |
| 2005年8月24日  | ソニー    | CD           | MHCP-809     | 2003年デジタル・リマスター |
| 2009年8月26日  | ソニー    | Blu-spec CD  | SICP-20220   |                            |